# Amman International Stadium
Das Amman International Stadium (arabisch ستاد عمان الدولي) ist ein Fußballstadion mit Leichtathletikanlage in der jordanischen Hauptstadt Amman. Es ist die Heimspielstätte der Fußballvereine al-Faisaly und al-Jazeera Club (Jordan League) sowie der jordanischen Fußballnationalmannschaft.

## Geschichte
Der Bau dauerte von 1964 vier Jahre und ist Teil der Amman Sport City (deutsch Amman-Sportstadt). 1968 konnte die Eröffnung gefeiert werden. Es bietet bei internationalen Spielen eine Kapazität von 17.619 Zuschauern. Offiziell bietet das Stadion Platz für 25.000 Zuschauer.
Ebenso genutzt wird es für die jordanischen Fußballwettbewerbe FA Cup, das FA Shield, der Super Cup. Darüber hinaus war die Anlage Schauplatz für den Arabischen Nationenpokal 1988, den Arabischen Pokal der Pokalsieger 1996, die Panarabischen Spiele 1999, die Leichtathletik-Arabienmeisterschaften 2003 und 2007, die Fußball-Westasienmeisterschaft der Frauen 2005 und 2007, die Fußball-Westasienmeisterschaft 2007 und die U-17-Fußball-Weltmeisterschaft der Frauen 2016.
Auch wurde das Stadion für insgesamt vier Finalspiele des AFC Cups verwendet. 2005 traf im Hinspiel al-Faisaly auf den libanesischen Nejmeh Club, 2006 wiederum im Hinspiel war der Gegner der Muharraq Club aus Bahrain und 2007 kam es in Hin- und Rückspiel zu einem landesinternen Duell zwischen al-Faisaly und Shabab al-Ordon.